# Sol Kjong
Sol Kjong (* 8. června 1990) je korejská zápasnice-judistka.

## Sportovní kariéra
Severní Koreu reprezentuje v judu od roku 2009. V roce 2012 se na olympijské hry v Londýně nekvalifikovala především z důvodů zanedbatelné účasti na turnajích světového poháru. V roce 2013 na Mistrovství světa v judu získala nečekaný titul mistryně světa v polotěžké váze do 78 kg. V roce 2016 se kvalifikovala na olympijské hry v Riu de Janeiru, ale nestačila v úvodním kole na Francouzku Audrey Tcheuméovou.

### Vítězství na mezinárodních turnajích
- 2012 - 1x světový pohár (Varšava)
- 2014 - 2x světový pohár (Ulánbátar, Čching-tao)

## Výsledky
| Turnaj            | 2010    | 2011    | 2012           | 2013           | 2014           | 2015           | 2016           |
| Turnaj            | 20      | 21      | 22             | 23             | 24             | 25             | 26             |
| Turnaj            | střední | střední | polotěžká váha | polotěžká váha | polotěžká váha | polotěžká váha | polotěžká váha |
| ----------------- | ------- | ------- | -------------- | -------------- | -------------- | -------------- | -------------- |
| Olympijské hry    |         |         | —              |                |                |                | úč.            |
| Mistrovství světa | —       | 7.      |                | 1.             | 5.             | úč.            |                |
| Asijské hry       | 2.      |         |                |                | 2.             |                |                |
| Mistrovství Asie  |         | —       | 3.             | 2.             |                | 2.             | 3.             |